# 冷凍方舟
冷凍方舟（英語：The Frozen Ark），是一個由生物學家安妮·麥克拉倫、布莱恩·坎贝尔·克拉克和安·G·克拉克發起的瀕危動物基因庫工程及生物學計劃。

## 源起
英国生物學界的三家机构——英国自然历史博物馆、伦敦动物学会及诺丁汉大学遗传学研究所共同发起此計畫，進行各類瀕危物種的DNA標本採集，以應對目前全球許多物種正瀕臨絕種的危機。

## 宗旨
该计划旨在保存可能灭绝動物的基因样本，使其不致完全消失在地球上。冷凍方舟计划将保存从世界各地收集的濒危动物的基因样本（不包括活体动物），以便未来的科学家可以利用这些DNA样本，對已经灭绝的生物進行生物複製。目前許多國家的博物館，動物園以及生物實驗室都已經加入了冷凍方舟计划。